# Хыла, Адольф Казимеж
Адо́льф Кази́меж Хы́ла (пол. Adolf Kazimierz Hyła) (2 мая 1897 года, Бельско-Бяла, Австро-Венгрия — 24 декабря 1965 года, Краков, Польша) — польский художник и педагог. Наиболее известен как создатель версии иконы Иисус, уповаю на Тебя в 1943 году.

## Биография
Родился 2 мая 1897 года в городе Бельско-Бяла в семье Юзефа и Саломеи. В 1912 году окончил гимназию в Кракове. Потом продолжил обучение в Хырове, где изучал живопись. С 1922 году изучал историю искусства и философию в Ягеллонском университете. Живопись изучал в классе Яцека Мальчевского. В 1930 году сдал экзамен в Краковской академии изящных искусств с правом преподавания изобразительного искусства. С 1918 года по 1920 год служил в Войске Польском. После армии до 1936 года преподавал изобразительное искусство в различных средних образовательных учреждений. После Второй мировой войны преподавал в Кракове.
Участвовал в процессе беатификации Фаустины Ковальской.

## Творчество
Первый образ Иисуса Милосердного, написанный при участии сестры Фаустины в Вильнюсе перед второй мировой войной, после войны оказался на территории СССР и скрывался в течение десятилетий. В 1943 г., через пять лет после смерти сестры Фаустины, Адольф Хыла нарисовал второй образ для сестер в Лагевниках, как выражение благодарности за спасение семьи от тягот войны. С распространением культа милосердия Божьего связан третий образ, с надписью: «Иисус, я верю в Тебя», ныне широко распространенный во всем мире. Сам автор повторил эту тему 260 раз, рисуя картины для церквей в стране и мире.
Написал несколько десятков портретов и пейзажей.